# Relações entre Guiana e Rússia
As relações entre Guiana e Rússia são as relações diplomáticas estabelecidas entre a República Cooperativa da Guiana e a Federação Russa.

## Antecedentes

### Relações com a União Soviética
A União Soviética e a Guiana estabeleceram relações diplomáticas em 17 de dezembro de 1970.
Em outubro de 1985, a União Soviética entregou três helicópteros Mil Mi-8  para Georgetown para uso da Força de Defesa da Guiana. 

Na década de 1980 Guyana Airways operou um avião de passageiros Tupolev Tu-154 em locação de TAROM da Roménia, e comprou três adicionais Tu-154s da União Soviética e da Roménia, em um acordo de troca em troca de bauxita.

## Relações com a Rússia

### Laços diplomáticos
Em 8 de Janeiro de 1992, a Guiana reconheceu a Federação Russa como o Estado sucessor da União Soviética, após a dissolução desta. A Rússia tem uma embaixada em Georgetown, Guiana e abrange a Rússia de sua Comissão alta em Londres. O atual embaixador da Rússia para a Guiana é Pavel Sergeyev, que foi nomeado pelo presidente russo, Vladimir Putin, em 27 de julho de 2007, e apresentou suas cartas credenciais ao Presidente da Guiana Bharrat Jagdeo, em 12 de setembro de 2007. O atual embaixador da Guiana na Rússia é Laleshwar Singh, com residência em Londres e quem apresentou as suas cartas credenciais ao Presidente russo Boris Iéltsin em 20 de junho de 1995. 

### Laços econômicos
Em janeiro de 2006, Rusal chegou a um acordo com o governo da Guiana para a compra de 90% da Aroaima Mining Company, deixando o governo com uma quota de dez por cento. O acordo, de acordo com a Rusal, veria a empresa russa de investir US $ 20 milhões na mineradora de bauxita, com minas em Berbice.